# Носенко Юрій Лаврентійович
Носенко Юрій Лаврентійович (23 жовтня 1941 р. — 23 квітня 2003 р.) — кандидат фізико-математичних наук, професор, багаторічний заступник завідувача кафедри вищої математики Донецького державного технічного університету, у 2003 р. — завідувач кафедрою математики. Член Донецького відділення НТШ з 1998 р.
Коло наукових інтересів: вища математика, математичний аналіз.

## З біографії
У 1964 році закінчив Дніпропетровський університет і разом з дружиною Надією Пантелеївною приїхав в Донецьк де 39 років працював у Донецькому політехнічному інституті.
Ю. Л. Носенко — співавтор широко відомого в Україні підручника «Вища математика» (у співавторстві з проф. В. В. Паком). Ним написано й видано п'ять навчальних посібників на допомогу абітурієнтам. Був секретарем науково-методичної комісії з математики при Міністерстві освіти й науки України. Понад 10 років він очолював предметну комісію з математики на вступних та рейтингових іспитах в ДонНТУ.
Досконало володів рідною українською мовою і впроваджував її у навчальний процес. Знав декілька іноземних мов, і на численних міжнародних конференціях та симпозіумах спілкувався з колегами-математиками, ніколи не звертаючись до перекладачів. В Донецькому державному (нині національному) технічному університеті створив трисеместровий англійськомовний курс вищої математики і декілька років читав його студентам-економістам, майбутнім фахівцям з міжнародної економіки та зовнішньоекономічної діяльності.
Консультант і учасник проекту «Гірнича енциклопедія».

## Науковий доробок
Науковий доробок — понад 100 наукових праць, в тому числі з дуже актуальної і надзвичайно складної теорії подвійних рядів Фур'є, участь в численних наукових конференціях і симпозіумах, зокрема в США, Ізраїлі, Фінляндії, Румунії, Таїланді, свідчать про нього як про видатного вченого в галузі функціонального аналізу.
Основні роботи:
- Пак Вітольд Вітольдович, Носенко Юрій Лаврентійович. Вища математика: Підруч. для студ. вищих техн. навч. закл.. — Донецьк : Сталкер, 2003. — 495с. : рис., табл. — Бібліогр.: с. 480–481. — ISBN 966-696-370-1.
- Носенко Ю. Л. Точная оценка уклонений непрерывных функций двух переменных от их прямоугольных средних Рисса. В кн.: Конструктивная теория функций и теория отображений. Киев: Наук, думка, 1981, с. 129–134.
- Носенко Ю. Л. Аппроксимативные свойства средних Рисса двойных рядов Фурье. Укр. мат. журн., 1979, 2, с. 157–165.